# Demony wojny według Goi
Demony wojny według Goi – dramat wojenny z 1998 r. w reżyserii i na podstawie scenariusza Władysława Pasikowskiego, początkowo wyświetlany jako Demony wojny według Goi. Angielski tytuł filmu to Demons of War. Film zgromadził w kinach 400 tys. widzów w Polsce.
Demony wojny według Goi to pierwszy polski film wydany na płycie DVD. Film został nakręcony w Tatrach (m.in. Dolina Chochołowska) oraz w okolicach Olsztyna k. Częstochowy. W jednym z epizodów (jako asystent Zbigniewa Zapasiewicza) występuje ówczesny wójt tej gminy Jarosław Tobolewski. Sceny z płonącą wsią nakręcono w Dolinie Kobylańskiej, w pobliżu Kobylan w województwie małopolskim. Pierwszą scenę filmu przedstawiającą Bałkany podczas wojny nakręcono w Kłodzku (województwo dolnośląskie). Zniszczone przez powódź w 1997 roku ulice miasta w rzeczywistości wyglądały jak po bombardowaniu i dobrze oddawały klimat sceny.

## Opis fabuły
Akcja filmu rozgrywa się w lutym 1996 roku na Bałkanach. Kończy się wojna w Bośni i Hercegowinie. Major Keller dowodzi polskim oddziałem z 6BDSZ wchodzącym w skład IFOR w Bośni, który wykonuje zadania zgodnie z rezolucją ONZ. Keller podejmuje akcję sprzeczną z regulaminem i ma zostać karnie odesłany do Polski na miesiąc przed planowaną zmianą dowódcy kontyngentu. W związku z tym, wraz z nowym dowódcą majorem Kuszem, do bazy przyjeżdża prokurator, porucznik Czacki, który ma przeprowadzić śledztwo „w sprawie otwarcia ognia w rejonie Srebrenicy”. Gdy pilot zestrzelonego norweskiego śmigłowca z polskimi żołnierzami na pokładzie prosi o pomoc, Keller chcąc ratować własnych żołnierzy prosi IFOR o zgodę na akcję ratowniczą. W odpowiedzi otrzymuje rozkaz zabraniający opuszczania obozu. Keller ignoruje rozkazy i wraz ze swoim oddziałem wyrusza na pomoc zestrzelonym.

## Obsada
- Bogusław Linda: major Edward Keller
- Tadeusz Huk: major Czesław Kusz
- Olaf Lubaszenko: porucznik Czacki
- Zbigniew Zamachowski: kapral „Houdini” Moraczewski
- Artur Żmijewski: sierżant Biniek
- Mirosław Baka: plutonowy Cichy
- Bartłomiej Topa: Max
- Tadeusz Szymków: Piotr Boruń
- Denis Delić: Dano Ivanov
- Slobodan Custić: najemnik Skija
- Aleksandra Nieśpielak: Nicole
- Szymon Bobrowski: kapral Jarosław „Bor” Boruń
- Krzysztof Rex-Jarnot: najemnik [głos: Marek Kondrat]
- Zbigniew Zapasiewicz: minister
- Andrzej Bryg: „Bułgar”, członek bandy Skiji
- Arkadiusz Detmer: żołnierz
- Dariusz Siatkowski: pilot
- Tomasz Piątkowski: żołnierz
- Alja Nikitović: Marija
- Zbigniew Szczapiński: serbski premier
- Ewa Drzyzga: dziennikarka RMF FM
- Piotr Polk: rozprowadzający Sadowski
- Maciej Wilewski: Bandyta
- Norbert Rakowski: radiooperator Zieliński
- Dariusz Gnatowski: Czarnobrody
- Krzysztof Kiersznowski: kapitan Ziarno
- Radosław Pazura: szeregowy „Johnny” Jankowski

## Nagrody
- Wanda Zeman: Orzeł (nominacja) – najlepszy montaż (1999 r.)
- Paweł Edelman: Orzeł (nominacja) – najlepsze zdjęcia (1999 r.)
- Marcin Pospieszalski: Orzeł (nominacja) – najlepsza muzyka (1999 r.)